# Erythroxylum fimbriatum
Erythroxylum fimbriatum är en tvåhjärtbladig växtart som beskrevs av Johann Joseph Peyritsch. Erythroxylum fimbriatum ingår i släktet Erythroxylum och familjen Erythroxylaceae. Inga underarter finns listade i Catalogue of Life.